# Samtgemeinde Harsefeld
La comunità amministrativa di Harsefeld (Samtgemeinde Harsefeld) si trova nel circondario di Stade nella Bassa Sassonia, in Germania.

## Suddivisione
Comprende 4 comuni:
1. Ahlerstedt
2. Bargstedt
3. Brest
4. Harsefeld (comune mercato)

Il capoluogo è Harsefeld.